# Palacio de los Deportes
Der Palacio de los Deportes (deutsch Palast des Sports) ist eine Mehrzweckhalle im Stadtbezirk Iztacalco der mexikanischen Hauptstadt Mexiko-Stadt auf dem Gelände des Sportkomplexes Ciudad Deportiva Magdalena Mixhuca. Die geodätische Kuppel besteht aus Aluminium und ist mit einer Kupfermembran überzogen. Sie liegt wenige Kilometer südlich des Flughafens.

## Geschichte
Die Halle wurde für die Olympischen Sommerspiele 1968 erbaut. Sie wurde am 8. Oktober des Jahres von dem mexikanischen Staatspräsidenten Gustavo Díaz Ordaz eingeweiht. Während der Sommerspiele fanden in der Veranstaltungsarena Partien des Basketball- und des Volleyballturniers der Männer statt. Später wurde die Halle 1994 bis 1995 von den Mexico Aztecas aus der CBA für Basketballspiele genutzt und 1995 von den Mexico Toros für Hallenfußball.
Nach den Spielen wurde die Arena überwiegend für Konzerte und Shows genutzt. In der Arena traten schon viele Künstler und Bands wie Metallica, KISS oder Bruce Springsteen sowie der Cirque du Soleil auf. 1976 und 1987 fanden in der Arena auch Stierkämpfe statt.
Die Halle wurde auch von der nordamerikanischen Basketballliga NBA genutzt. Insgesamt wurden seit 1992 in der Halle 16 Spiele der Preseason ausgetragen. Am 6. Dezember 1997 wurde mit der Partie der Houston Rockets gegen die Dallas Mavericks (108:106) erstmals eine Partie der Regular Season auf mexikanischem Boden ausgetragen.